# Panicum hayatae
Panicum hayatae är en gräsart som beskrevs av Aimée Antoinette Camus. Panicum hayatae ingår i släktet vipphirser, och familjen gräs. Inga underarter finns listade i Catalogue of Life.